# بلايني توماس
بلايني توماس (بالإنجليزية: Blaine Thomas) هو لاعب كرة قاعدة أمريكي، ولد في 1 أغسطس 1888 في غليندورا في الولايات المتحدة، وتوفي في 21 أغسطس 1915 في بايسون في الولايات المتحدة.

## وصلات خارجية
- بلايني توماس على موقعبيزبول رفرنس.كوم (الدوري الرئيسي) (الإنجليزية)
- بلايني توماس على موقعبيزبول رفرنس.كوم (الدوري الثانوي) (الإنجليزية)
- بلايني توماس على موقع جمعية أبحاث البيسبول الأمريكية (الإنجليزية)